# Sone Aluko
Omatsone "Sone" Aluko (Hounslow, 1989. február 19. –) Angliában született nigériai válogatott labdarúgó, visszavonulása előtt legutóbb az Ipswich Town játékosa volt. Nővére, Eniola Aluko női labdarúgó, aki a visszavonulása előtt a Chelsea tagja volt.

## Külső hivatkozások
- Sone Aluko pályafutásának statisztikái a Soccerbase oldalon (angolul)

- Aluko adatlapja a Hull City AFC honlapján